# Лагьян-Мазус
Лагья́н-Мазу́с (фр. Laguian-Mazous) — коммуна во Франции, находится в регионе Юг — Пиренеи. Департамент — Жер. Входит в состав кантона Мьелан. Округ коммуны — Миранд.
Код INSEE коммуны — 32181.

## География
Коммуна расположена приблизительно в 630 км к югу от Парижа, в 100 км западнее Тулузы, в 37 км к юго-западу от Оша.

## Климат
Климат умеренно-океанический. Лето жаркое и немного дождливое, температура часто превышает 35 °С. Зимой часто бывает отрицательная температура и ночные заморозки. Годовое количество осадков — 700—900 мм.

## Население
Население коммуны на 2010 год составляло 278 человек.
| 1962 | 1968 | 1975 | 1982 | 1990 | 1999 | 2010 |
| ---- | ---- | ---- | ---- | ---- | ---- | ---- |
| 239  | 243  | 217  | 250  | 237  | 303  | 278  |

## Администрация
| Период | Период | Фамилия       | Партия        | Примечания                   |
| ------ | ------ | ------------- | ------------- | ---------------------------- |
| 2001   | 2008   | Жерар Дабези  | Разные правые | генеральный советник кантона |
| 2008   | 2020   | Жан-Клод Дазе |               |                              |

## Экономика
В 2010 году среди 176 человек трудоспособного возраста (15-64 лет) 120 были экономически активными, 56 — неактивными (показатель активности — 68,2 %, в 1999 году было 66,2 %). Из 120 активных жителей работали 107 человек (63 мужчины и 44 женщины), безработных было 13 (4 мужчины и 9 женщин). Среди 56 неактивных 11 человек были учениками или студентами, 24 — пенсионерами, 21 были неактивными по другим причинам.

## Достопримечательности
- Церковь Св. Иоанна Крестителя (XVIII век)

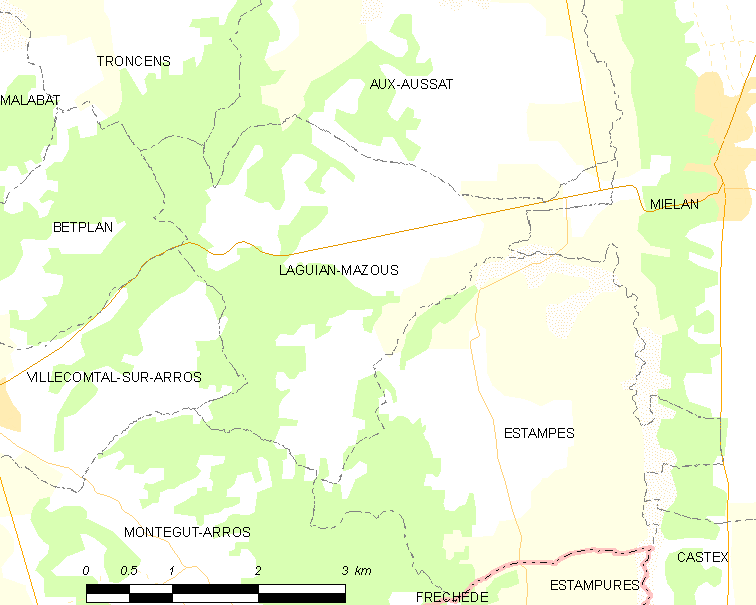
Карта коммуны